# Karlsborgs fæstning
Karlsborgs fästning er en fæstningsby på en halvø i udkanten af byen Karlsborg på vestsiden af Vättern i Sverige. Den påbegyndtes i 1819 for at virkeliggøre den såkaldte centralforsvarsidé. Det oprindelige navn var Vanäs fästning og stedet valgtes af Baltzar von Platen i forbindelse med bygningen af Götakanalen.
Fæstningen er et af Nordeuropas største bygningsværker og er hovedsageligt opført i kalksten fra Omberg. På grund af mindskede bevillinger varede det til 1870 før fæstningen fungerede, og først i 1909 var den helt færdig. For at kompensere for den artilleritekniske udvikling byggedes i begyndelsen af 1900-tallet Vabergets fästning 5 km mod vest for at beskytte fæstningen. Meningen var, at regering og centrale ledelsesfunktioner i tilfælde af angreb mod riget skulle trække sig tilbage til denne fæstning midt i landet. Selv Riksbankens guldreserve skulle i urolige tider beskyttes i fæstningen.
Byen Karlsborg, som oprindeligt var et boligområde for personel ved fæstningens virksomheder, er siden vokset op omkring fæstningen. Siden fæstningen udgik af krigsorganisationen i 1918, har den blandt andet været garnison for Göta signalregemente (S 2) og siden 1984 også for Livregementets husarer (K 3). Ved fæstningen lå tidligere en ammunitionsfabrik. Det tidligere fabriksområde er nu boligområde.
I 1935 blev Karlsborgs fæstning et statsligt bygningsmindesmærke. Særlig seværdig er Garnisonskirken. Den er en del af den centrale bygning, "slutvärnet". Garnisonskirken ligger på anden sal over Fæstningsmuseet. Kirken var tænkt som plenumsal for riksdag og regering i urotider. I loftet hænger en lysekrone af bajonetter.